# Jim Furyk
James Michael Furyk (West Chester, Pennsylvania, 12 mei 1970) is een professioneel golfer uit de Verenigde Staten. Wereldwijd was hij nummer 2 in 2006, en in de periode 1999-2009 stond hij 270 weken in de top-10 van de wereldranglijst.
De vader van Jim gaf golfles op de Uniontown Country Club bij Pittsburgh, dus hij kwam al op jeugdige leeftijd met het spel in aanraking. Hij zat op de Manheim Township High School in Lancaster County, Pennsylvania, waar hij basketball speelde en het kampioenschap van Pennsylvania won. Daarna studeerde hij aan de Universiteit van Arizona.

## Professional
Jim Furyk werd in 1992 professional.

Op 16 juni 2003 won hij het US Open met -8. Alleen Tiger Woods slaagde er in 2000 in om met een betere score binnen te brengen (-12). Furyks score was wel de laagste voor iemand die een Major voor het eerst wint.

In 2004 onderging hij een operatie aan zijn pols, waardoor hij drie maanden rust moest houden en buiten de top-100 kwam. In 2005 stond hij weer in de top-10.

In 2006 won hij de Vardon Trophy. Hij stond nummer 2 op de wereldranglijst achter Tiger Woods. Dat jaar had hij 13 top-10 plaatsen behaald, inclusief twee overwinningen.
Furyk heeft acht keer in de Ryder Cup gespeeld, zes keer in de Presidents Cup, en in 2003 zijn land vertegenwoordigd in de World Cup.
Furyk heeft de caddie die Tiger Woods in zijn eerste jaren als professional gebruikte, overgenomen. Mike Cowan heeft, net als de meeste caddies, een bijnaam, hij wordt Fluffy genoemd.

### Zijn swing
Sommige spelers zijn niet alleen bekend omdat ze vaak winnen, sommigen ook vanwege hun herkenbare en merkwaardige golfswing. Jim heeft alleen les van zijn vader gehad, en Mike Furyk heeft bewust de vreemde swing van zijn zoon gelaten zoals hij was. Het was kennelijk de swing die bij zijn lichaam hoorde.
Om te beginnen staat hij dichter bij de bal dan de meeste andere spelers, zodat zijn handen bijna zijn benen raken. Hierdoor heeft Furyk geen ruimte om zijn golfclub tijdens zijn opwaartse beweging naar achteren te brengen. Onderweg moet hij dat corrigeren door een lus te maken. Zijn vreemde swing heeft hem een bijnaam gegeven: The Grinder. Een andere beroemde speler die een grote lus in zijn swing heeft, is Lee Trevino.

### Gewonnen

##### Nationwide Tour
- 1993: NIKE Mississippi Gulf Coast Classic

##### Amerikaanse PGA Tour
- 1995: Las Vegas Invitational
- 1996: United Airlines Hawaiian Open
- 1998: Las Vegas Invitational
- 1999: Las Vegas Invitational
- 2000: Doral-Ryder Open
- 2001: Mercedes Championships
- 2002: Memorial Tournament
- 2003: US Open, Buick Open
- 2005: Cialis Western Open
- 2006: Wachovia Championship na play-off tegen Trevor Immelman, Canadees Open
- 2007: Canadees Open
- 2010: Transitions Championship, Verizon Heritage, The Tour Championship
- 2012: Transitions Championship

##### Elders
- 1995: Lincoln-Mercury Kapalua International
- 1997: Argentine Open
- 1998: Fred Meyer Challenge (with David Duval)
- 2002: Wendy's 3-Tour Challenge (met Rich Beem en John Daly)
- 2003: PGA Grand Slam of Golf
- 2005: Nedbank Golf Challenge (Zuid-Afrika)
- 2006: Nedbank Golf Challenge (Zuid-Afrika)
- 2008: PGA Grand Slam of Golf
- 2009: Chevron World Challenge

### Teams
- Ryder Cup: 1997, 1999 (winnaars), 2002, 2004, 2006, 2008 (winnaars), 2010, 2012
- Presidents Cup: 1998, 2000 (winnaars), 2003 (tie), 2005 (winnaars), 2007 (winnaars), 2009 (winnaars)
- World Cup: 2003